# Lacam-d'Ourcet
Lacam-d'Ourcet foi uma antiga comuna francesa na região administrativa de Occitânia, no departamento de Lot. Estendia-se por uma área de 14,08 km². Em 2010 a comuna tinha 124 habitantes (densidade: 8,8 hab./km²).
Em 1 de janeiro de 2016, ela foi incorporada ao território da nova comuna de Sousceyrac-en-Quercy.